# Brachytarsophrys carinensis
Brachytarsophrys carinensis és una espècie de granota que viu a Myanmar i Tailàndia.
Està amenaçada d'extinció per la pèrdua del seu hàbitat natural.